# Shanzhou Shuiku
Shanzhou Shuiku (kinesiska: 山州水库) är en reservoar i Kina. Den ligger i provinsen Shandong, i den östra delen av landet, omkring 270 kilometer öster om provinshuvudstaden Jinan. Shanzhou Shuiku ligger 40 meter över havet. Arean är 2,5 kvadratkilometer. Trakten runt Shanzhou Shuiku består till största delen av jordbruksmark. Den sträcker sig 4,4 kilometer i nord-sydlig riktning, och 1,6 kilometer i öst-västlig riktning.
Genomsnittlig årsnederbörd är 757 millimeter. Den regnigaste månaden är juli, med i genomsnitt 239 mm nederbörd, och den torraste är januari, med 11 mm nederbörd.